# The Price of Existence
Albums de All Shall Perish
Hate. Malice. Revenge.
(2003) Awaken The Dreamers
(2008)
The Price Of Existence est le deuxième album du groupe de Deathcore américain All Shall Perish, sorti le 8 août 2006 sous le label Nuclear Blast Records.
Le titre There Is No Business To Be Done On A Dead Planet (« Il n'y a plus d'affaires à faire sur une planète morte » ) est une citation de l'environnementaliste américain David Brower ; La chanson parle de son point de vue sur l'agonie de la planète terre, induite par une croissance démographique conduisant à une surpopulation.
Le titre Greyson est une instrumentale, il s'agit du nom du fils du guitariste Ben Orum.
L'album s'est vendu depuis sa sortie à environ 20 000 exemplaires.
La version coréenne de l'album contient deux titres supplémentaires par rapport à l'édition non limitée.

## Musiciens
- Hernan "Eddie" Hermida - Chant
- Chris Storey - Guitare
- Ben Orum - Guitare
- Mike Tiner - Basse
- Matt Kuykendall - Batterie

## Pistes de l'album
1. Eradication - 3:56
2. Wage Slaves - 3:44
3. Day Of Justice - 3:33
4. There Is No Business To Be Done On A Dead Planet - 3:03
5. Better Living Through Catastrophe - 5:00
6. Prisoner Of War - 4:44
7. Greyson - 2:14
8. We Hold These Truths... - 3:44
9. The True Beast - 3:37
10. Promises - 3:04
11. The Last Relapse - 6:41

## Pistes supplémentaires de l'album sur la version Coréenne
1. Laid to Rest - 4:43
2. Sever the Memory - 5:10